# 翟宣 (西汉)
翟宣（前1世纪—7年），字太伯，西汉官员。汝南郡上蔡县（今河南上蔡西南）人。翟方进长子。
翟宣明儒经，翟方进任丞相时，为关都尉，后来转任南郡太守。前8年，翟方进死后，翟宣袭封高陵侯。居摄二年（7年），翟宣之弟、东郡太守翟义起兵反王莽。舂陵侯刘敞之子刘祉娶翟宣之女为妻。南阳郡以连坐罪逮捕了翟宣的女儿，处以死刑。刘祉也受牵连而入狱，刘敞上书谢罪，愿意带领子弟宗族率先征讨翟义。翟义兵败，包括翟宣全家被族诛。